# Pseudorabdion taylori
Espèce
Statut de conservation UICN

 DD  : Données insuffisantes
Pseudorabdion taylori  est une espèce de serpents de la famille des Colubridae.

## Répartition
Cette espèce est endémique de Mindanao aux Philippines.

## Étymologie
Cette espèce est nommée en l'honneur d'Edward Harrison Taylor.

## Publication originale
- Leviton & Brown, 1959 : A review of the snakes of the genus Pseudorabdion with remarks on the status of the genera Agryophis and Typhlogeophis (Serpentes: Colubridae). Proceedings of the California Academy of Sciences, vol. 29, n. 14, p. 475-508 (texte intégral).